# Vraclav (hradiště)
Vraclav je raně středověké hradiště na severním okraji stejnojmenné vesnice v okrese Ústí nad Orlicí v Pardubickém kraji. Lokalita byla osídlena už v pravěku, ale opevněné hradiště na ní prokazatelně existovalo od jedenáctého do třináctého století. V roce 1108 zde nechal kníže Svatopluk vyvraždit členy rodu Vršovců. Pozůstatky hradiště jsou chráněné jako kulturní památka.

## Historie
Prostor ostrožny byl osídlen už v pozdní době bronzové, ze které pochází nálezy z období slezskoplatěnické kultury.
Raně středověké hradiště, zvané v dobových pramenech Vratislav (Wratizlau), bylo založeno jako přemyslovské správní centrum u Trstenické stezky. Za jeho zakladatele je tradičně považován kníže Vratislav II., ale podle archeologických nálezů mincí bylo postaveno nejspíše už na přelomu desátého a jedenáctého století. V roce 1108 zde nechal kníže Svatopluk vyvraždit příslušníky rodu Vršovců. Na přelomu dvanáctého a třináctého století hradiště získali Děpoltici a roku 1226 byl jeho správcem kastelán Byčen. Význam hradiště začal ve třináctém století upadat a správní centrum kraje se přesunulo do Vysokého Mýta. Ve druhé polovině třináctého století bylo vraclavské hradiště opuštěno a Dalimilova kronika z počátku čtrnáctého století jej uvádí jako pusté a zarostlé.
Jako archeologická lokalita bylo hradiště známé už před rokem 1789. První archeologické výzkumy provedl Josef Ladislav Píč na přelomu devatenáctého a dvacátého století. Většina informací o osídlení akropole pochází z výzkumu Ludvíka Skružného a Ladislava Hrdličky provedeného v letech 1961–1963. Mladší výzkumy se zaměřily na povrchové sběry a detektorové průzkumy v prostoru předhradí, kde byly nalezeny předměty dokládající existenci řemeslnických dílen a vazbu na obchodní stezku.

## Stavební podoba

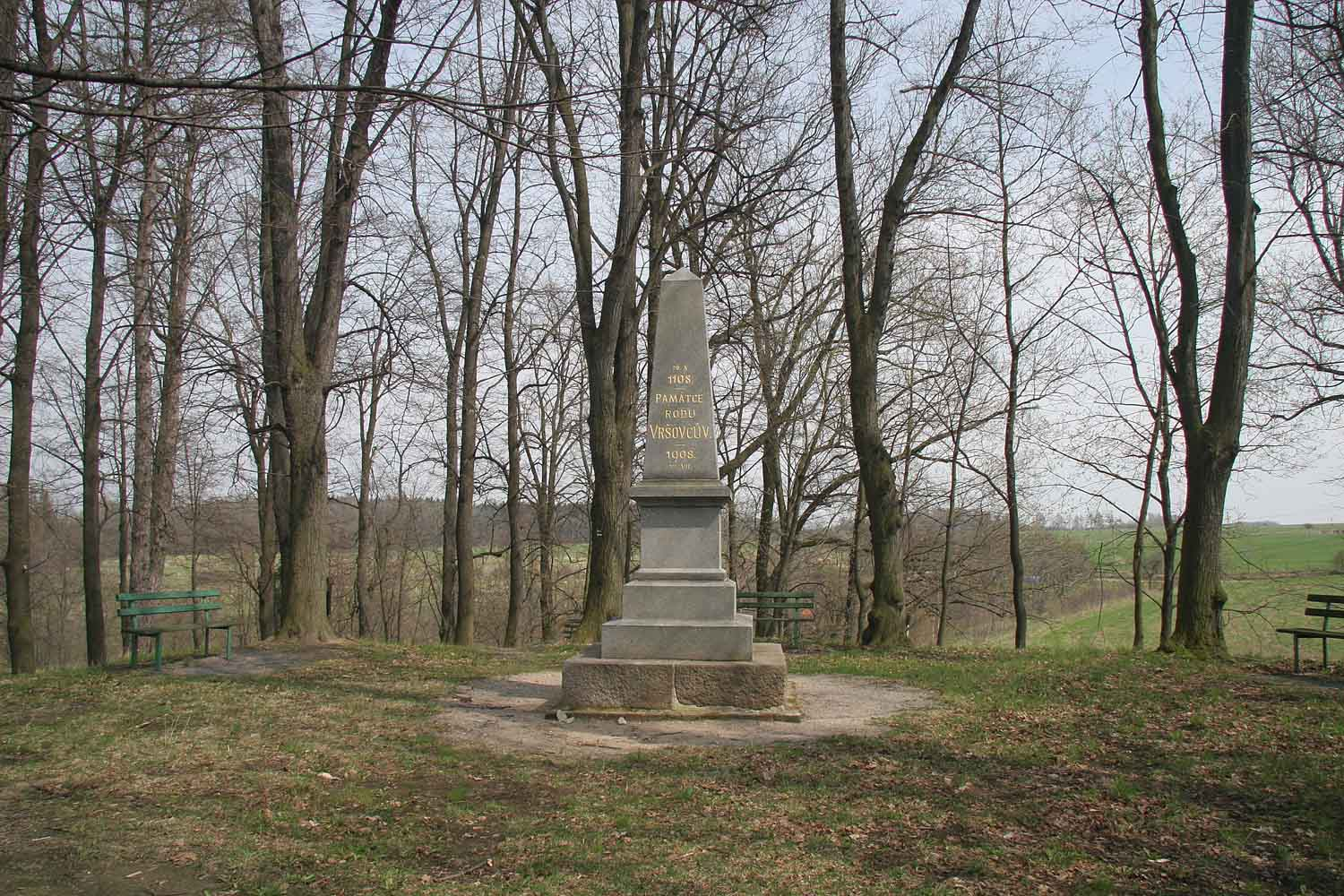
Pomník vyvraždění Vršovců

Hradiště bylo postaveno na ostrožně ve Svitavské pahorkatině v nadmořské výšce okolo 330 metrů. Plocha hradiště označovaná jako akropole byla na jihovýchodní straně chráněna hradbou, ze které se dochoval až šest metrů vysoký val. V centrální části akropole se nacházelo pohřebiště. Pokud bylo předhradí opevněno, zanikly stopy jeho opevnění v důsledku zemědělské činnosti. Archeologicky byl zjištěn pouze mělký, nevýrazný příkop. Na valu akropole stojí pomník postavený v roce 1908 k příležitosti osmistého výročí vyvraždění Vršovců.

## Přístup
Hradiště je volně přístupné po zeleně značené turistické trase z Vraclavi do Svatého Mikuláše.